# ファビアン・クベロ
ファビアン・クベロ（Fabián Alberto Cubero, 1978年12月21日 - ）は、アルゼンチン・マル・デル・プラタ出身の元サッカー選手。現役時代のポジションはディフェンダー（センターバック）。
1997年、U-20アルゼンチン代表としてマレーシアで開催されたFIFAワールドユース選手権に出場した。

## タイトル

### クラブ
CAベレス・サルスフィエルド
- プリメーラ・ディビシオン : 1997-98C, 2004-05C, 2008-09C, 2010-11C, 2012-13I, 2012-13SF
- スーペルコパ・アルヘンティーナ : 2013

### 代表
U-20アルゼンチン代表
- FIFAワールドユース選手権 : 1997